# Johannes Volkelt
Johannes Immanuel Volkelt (Lipnik près de Biala, 21 juillet 1848 – Leipzig, 8 mai 1930) est un philosophe allemand.

## Biographie
Johannes Volkelt effectue ses études à Vienne, Iéna et Leipzig. Il est professeur de philosophie à Bâle en 1883 et à Würzburg en 1889, et en 1894, est nommé professeur de philosophie et de pédagogie à Leipzig.
Parmi ses élèves figurent Stoyan Brashovanov.

## Philosophie
Dans la philosophie ses principaux efforts ont été son opposition au positivisme et sa tentative de construire une nouvelle théorie métaphysique. Sa position indépendante a été réalisée après des périodes successives dans lequel il a subi l'influence de Hegel, Schopenhauer et Hartmann

## Interprétation des rêves
Johannes Volkelt passe du temps à analyser la signification des rêves et capture son analyse dans son ouvrage Die Traumphantasie (1875). Il est cité plusieurs fois dans L'Interprétation du Rêve en tant que fondation des thèses de Sigmund Freud.
Volkelt estime que les éléments d'un rêve sont directement liées au corps du rêveur, comme par exemple le rêve d'un poêle rugissant représente les poumons du rêveur

## Œuvre
Johannes Volkelt a écrit sur l'esthétique et à la philosophie proprement dite. Ses autres œuvres les plus importantes sont
http://cincinnatibell.net/
- Pantheismus und Individualismus im System Spinozas (1872)
- Die Traumphantasie (1875)
- Kants Erkenntnistheorie, a searching piece of criticism (1879)
- Erfahrung und Denken. Kritische Grundlegung der Erkenntnistheorie devient un manuel standard sur l'épistémologie, notamment en raison de son examen approfondi du concept d'«expérience». (Hamburg et Leipzig, 1886) [3]
- Aesthetische Zeitfragen (1895)
- Arthur Schopenhauer, seine Persönlichkeit, seine Lehre, sein Glaube (1900)
- Die Kunst des Individualisierens in den Dichtungen Jean Pauls (1902)
- Phänomenologie und Metaphysik der Zeit (1925)